# Pat Mahomes
Patrick Lavon Mahomes Sr. (* 9. August 1970 in Bryan, Texas) ist ein ehemaliger US-amerikanischer Baseballspieler in der Major League Baseball (MLB) auf der Position des Pitchers. Er ist Mitglied der Sioux Falls Canaries Hall of Fame.

## Sportliche Karriere

### Frühe Minor-League-Karriere
Mahomes begann seine professionelle Laufbahn 1988 in der Minor League Baseball bei den Elizabethton Twins, einem Farmteam der Minnesota Twins, als Pitcher. In den nächsten Jahren arbeitete er sich durch das Farmsystem der Twins und erreichte 1991 mit den Portland Beavers die Triple-A.

### Major League Karriere

#### Minnesota Twins
Mahomes nahm 1992 am Spring Training der Minnesota Twins teil und debütierte am 12. April desselben Jahres gegen die Texas Rangers in der MLB. In dem Spiel pitchte er sechs Innings. Seinen ersten Sieg erzielte er bei seinem nächsten Start am 21. April gegen die Seattle Mariners. Mahomes spielte für die Twins fünf Saisons bis 1996. In insgesamt 114 Spielen (51 Starts) erreichte er einen 18-28 Rekord mit 5,82 ERA, mit 217 Strikeouts in 366 2⁄3 Innings. Die Twins tauschten Mahomes am 26. August 1996 gegen Brian Looney an die Boston Red Sox.

#### Boston Red Sox
Mahomes spielte in den Saisons 1996 und 1997 insgesamt 21 Spiele mit Boston und registrierte eine Earned Run Average (ERA) von 6,85, mit drei Siegen und null Niederlagen und elf Strikeouts in 22 1⁄3 Innings.

#### Yokohama BayStars
Mahomes spielte ab Mitte 1997 bis Ende der Saison 1998 für die Yokohama BayStars in der Nippon Professional Baseball in Japan.

#### New York Mets
Mahomes wurde im Dezember 1998 von den New York Mets unter Vertrag genommen. Die Saison 1999 lief er 39 auf und konnte acht Siege und null Niederlagen verzeichnen. Mahomes machte vier Relief-Auftritte in der Postseason. Die Mets verloren gegen die Atlanta Braves in der NLCS. Mahomes hatte pitchte in der NLCS acht Innings und hatte eine ERA von 2,25. Im Jahr 2000 verzeichnete Mahomes fünf Siege und drei Niederlagen in 53 Auftritten. In seinen beiden Saisons bei den Mets verzeichnete Mahomes 92 Auftritte in regulären Saisonspielen, mit einer ERA von 4.74, 13 Siegen und drei Niederlagen und 127 Strikeouts in 157 2⁄3 Innings. Im Dezember 2000 wurde er Free Agent.

#### Texas Rangers
Mahomes unterschrieb im Januar 2001 einen Vertrag bei den Texas Rangers. Während der Saison 2001 spielte er in 56 Spielen mit einer ERA von 5,70 ERA, sieben gewonnenen und sechs verlorenen Spielen. Im November 2001 wurde Mahomes erneut Free Agent.

#### Chicago Cubs
Im Januar 2002 unterschrieb Mahomes einen Vertrag bei den Chicago Cubs. Er absolvierte 16 Spiele in der Saison 2002, mit einer ERA von 3,86 und einem Sieg und einer Niederlage. Mahomes wurde im Oktober 2002 Free Agent.

#### Pittsburgh Pirates
Mahomes wurde im Januar 2003 von den Pittsburgh Pirates unter Vertrag genommen. Er machte während der Saison 2003 neun Auftritte bei den Pirates, hatte ine ERA von 4,84 und 13 Strikeouts in 22 1⁄322 Innings. Dies war seine letzte Saison in der MLB. Im September 2003 wurde Mahomes erneut Free Agent.
Insgesamt spielte Mahomes 11 Saisons in der MLB und absolvierte insgesamt 308 Spiele in der regulären Saison. Er verzeichnete 42 gewonnene und 39 verlorene Spiele, hatte eine ERA von 5,47 und 452 Strikeouts in 709 Innings.

### Minor League
Im Jahr 2003 spielte Mahomes hauptsächlich für das Triple-A-Team  Nashville Sounds, während er in neun Spielen für die Pirates in der MLB auftrat. Im Jahr 2004 spielte er die Saison in drei Organisationen und spielte für die Edmonton Trappers im Farmsystem der Montreal Expos, die Albuquerque Isotope im Florida-Marlins-System und am Ende der Saison wieder in Nashville.
Nachdem er 2005 bei den Las Vegas 51s in der Los Angeles Dodgers-Organisation verbracht hatte, wandte sich Mahomes den unabhängigen Ligen zu, beginnend 2006 bei den Long Island Ducks in der Atlantic League. Nachdem er dort elf Spiele gewinnen konnte und nur vier verlor unterschrieb er im August einen Vertrag bei den Kansas City Royals, wurde aber einen Monat später entlassen.
Mahomes begann die Saison 2007 mit den Sioux Falls Canaries der American Association. Am 24. August verpflichteten ihn die Toronto Blue Jays, und er spielte in drei Spielen für die Syracuse Chiefs, bevor er am Ende der Saison Free Agent wurde.
Mahomes unterschrieb 2008 einen Vertrag bei den Southern Maryland Blue Crabs in der Atlantic League, lief aber nur in zwei Spielen auf, bevor er zu den Sioux Falls zurückkehrte. 2009 trennte er sich von Sioux Falls.

## Familie
Mahomes war mit Randi Martin verheiratet, mit der er zwei Söhne und eine Tochter hat. 2006 ließen Martin und er  sich scheiden. Sein ältester Sohn Patrick Mahomes ist Quarterback der Kansas City Chiefs in der National Football League (NFL).